# Обыкновенная серая акула
Обыкнове́нная се́рая аку́ла (лат. Glyphis glyphis) — редкий вид из семейства серых акул. В настоящее время учёным доступны только молодые особи этого вида, обнаруженные в приливно-отливных зонах в устьях крупных рек северной Австралии и Новой Гвинеи. Встречается только в быстродвижущихся мутных водах с различным уровнем солёности.
Это плотного сложения акула, серого цвета, с коротким и широким рылом, очень маленькими глазами, относительно крупным вторым спинным плавником, на каждом из грудных плавников у самого кончика по чёрному пятну. Зубы этой акулы весьма своеобразны. На верхней челюсти зубы крупные, треугольные и зубчатые по всей кромке. На нижней — узкие, похожие на наконечник копья, зубчатые только у самой верхушки. Скорее всего, взрослые обыкновенные серые акулы дорастают до 2,5—3 метров в длину.
Питается донными рыбами и ракообразными. Способна отлично охотиться в практически полной темноте. Менее активна, чем другие серые акулы. Для сбережения энергии движется вместе с приливным и отливным течением. Живородящая, эмбрион подсоединяется к организму матери с помощью плаценты.
Угроза численности — вылов рыбаками (в качестве прилова в рыболовецких сетях и при спортивном рыболовстве), а также от разрушения среды обитания. В связи со своей малой численностью, ограниченностью ареала и строгими требованиями к среде обитания этот вид крайне чувствителен к антропогенному воздействию. В списках МСОП классифицируется как находящийся в опасности вид.

## Ареал и среда обитания

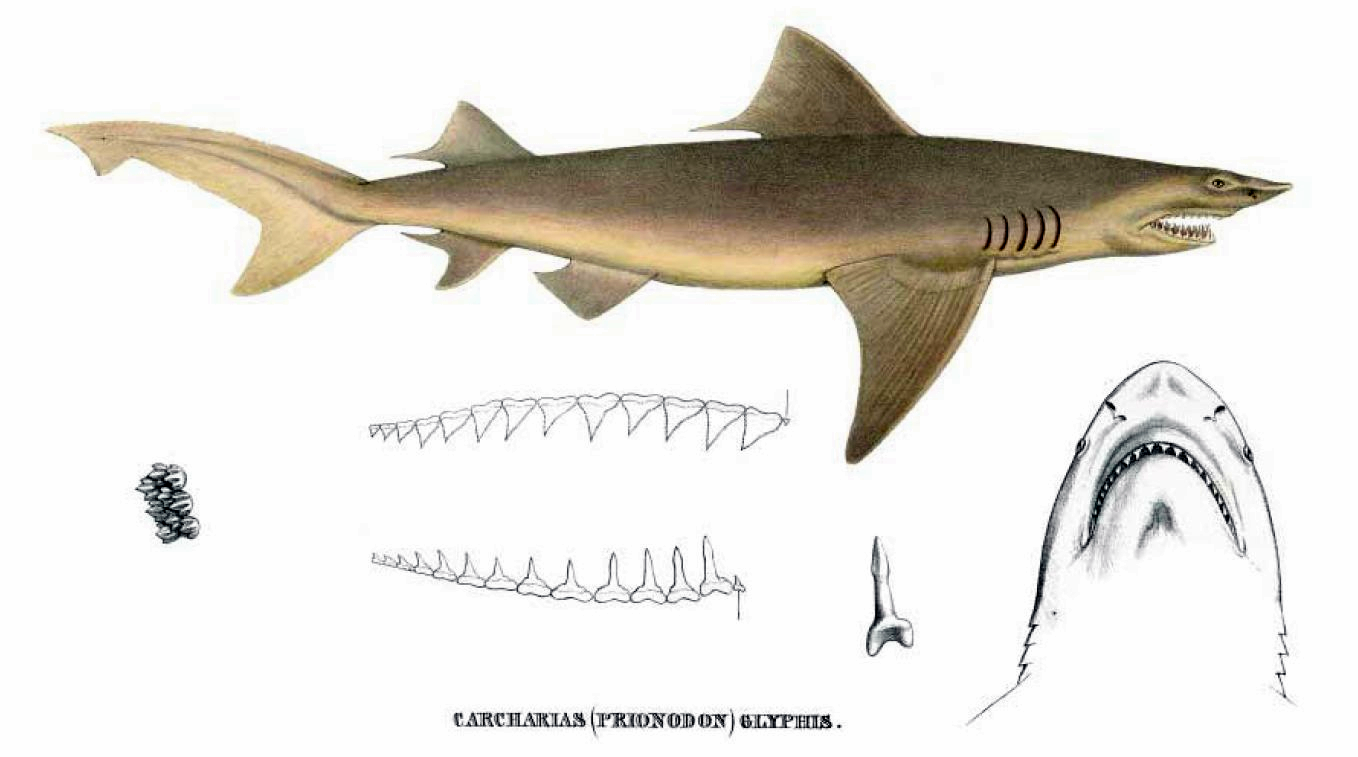

Обыкновенная серая акула встречается в нескольких крупных, окаймлённых мангровыми зарослями тропических реках северной Австралии и Новой Гвинеи, причём как в самом речном устье, так и на сотни километров вверх по течению. Возможно, 1 раз её наблюдали в Южно-Китайском море. В Квинсленде она встречается в реках Уэнлок, Даси, Бизант, а также, возможно, в реках Норманби, Хей и Эмбли. В Северной территории — в реках Аделаида и в регионе «Аллигаторовы Реки» (англ. «Alligator Rivers»). Возможно, что речные акулы реки Орд в Западной Австралии также принадлежат к этому виду. На Новой Гвинее встречается в окрестностях Порт-Ромилли и в реке Флай.
Детёныши и юные особи этого вида живут только в водах с быстрыми приливно-отливными течениями и илистым дном. Течение здесь делает воду мутной, так что менее 1 % света проникает на глубину более 1 метра. Солёность может варьировать от почти пресной воды (0,8 ‰) до почти морской (28 ‰), температуры — от 25 до 33 °C. Как правило, чем старше акула, тем ближе к морю она обитает. Средняя глубина плавания — 7,7 метров, посередине между дном и поверхностью. Среда обитания взрослых копьезубых акул неизвестна, так как ни одной взрослой особи пока не поймано. Возможно, взрослые обитают в прибрежных морских водах, но это ещё не доказано.

## Биология и экология вида
Скорее всего, обыкновенная серая акула — достаточно вялое животное, склонное скорее экономить энергию (это доказывают её перемещения с приливами и отливами). В мутных водах её обитания день не отличается от ночи, поэтому перемещения солнца не влияют на активность этой акулы. Небольшие глаза и многочисленные ампулы Лоренцини заставляют предполагать, что при охоте эта акула полагается в основном на электрорецепцию. Крупный второй спинной плавник говорит о её способности медленно маневрировать в быстро текущей воде. Её узкими зубами удобно ловить костистых рыб и ракообразных, в основном на дне или невысоко над дном. В состав рациона молоди обыкновенных серых акул входят креветки, бычки, морские сомы, пальцепёры, пескари, донные горбылёвые и австралийские лещи.
Как и другие серые акулы, обыкновенная серая акула — живородящая: эмбрион, исчерпав свой желточный мешок, превращает его в плаценту для подсоединения к организму матери. Акулята рождаются в октябре-декабре, ближе к концу сухого сезона. При рождении их длина 50—59 см, растут примерно на 19 см в год.

## Взаимодействие с человеком
Для человека угрозы не представляют. Очень редкий вид, в мире не более 2500 взрослых особей, в каждой реке, очевидно, не более 250. Страдает от прилова в рыболовных сетях, особенно выставленных на баррамунди. Подвергается вылову при спортивном рыболовстве. Также страдает от разрушения среды обитания: река Флай значительно загрязнена из-за горнорудных разработок на её берегах, в Австралии ряд мест обитания этой акулы вызывает аналогичные опасения
.